# Trop brez zvoncev
Trop brez zvoncev je bil konec leta 1938 v Slovencu napovedan kot "pastirska povest" Janeza Jalna, ki bo skozi dve leti izhajala v goriški reviji Mladika. Slovenec je vsak mesec napovedal izid novega nadaljevanja povesti. V spremni besedi h knjižni izdaji je označena kot pastirska idila oz. kot lovsko-planšarska povest. Zaradi lovske tematike in planinskega dogajališča jo lahko beremo tudi kot planinsko povest.  

## Dogajanje
Pastirska in lovska povest Trop brez zvoncev se dogaja v Bohinju in na planinah nad njim: na Uskovnici, Planini na Kraju pod Spodnjimi bohinjskimi gorami (Podrto goro, Rodico in Črno prstjo), na Vodnikovem razgledniku nad Koprivnikom,  v Studorski skali, na planinah Vogar in Ovčarija. Delovni naslov povesti je bil Lovec na Komni.
Hribarjev Peter je tesar, občasno pa tudi divji lovec. Ko je v Komarči ustreljen zapriseženi lovec Matevž Bitenc, Boštjan Tkalec zmotno posumi, da bi bil morilec lahko Peter, a ga predlaga za Matevževega naslednika. Petra zaprisežejo v Radovljici, izkaže se vrednega zaupanja, saj zvito in vendar prijazno preprečuje divji lov v Bohinju. Ker Tkalčevo Jerico obvaruje pred nadlegovanjem orožnika Krambergerja, vendar je Jerica zaradi pobijanja živali huda tudi nanj. Na svatbi Čudnikove France in Šimna Stareta sta Peter in Jerica drug in družica. Jerica pleše s Petrovim prijateljem in višjim gozdarjem Vencljem Hrubečko (Čehom, ki mu je Nemec speljal ženo), zaradi česar Petra najeda ljubosumje. 
Peter zasači žandarja Krambergerja pri nastavljanju zank živalim in se s pomočjo Venclja reši žandarjeve obtožbe, da je slab nadzornik. Z zankarjem Cencljem, ki je preprost drvar, pa je prizanesljiv. Pred točo, ki ga ujame na lovu za orli, se zateče v Jerčin stan in se pobota z njo, Grmova Špelca, s katero se je spogledoval vmes, pa je zato huda. Vencelj nagovori Petra in Jerico za poroko in Peter s stricem, Škantarjevim Tomažem, zasnubi Jerico pri starem Tkalcu, čeprav v svojo odločitev ni čisto prepričan. Začne graditi svoj dom. Kramberger rovari proti Petru, pobija orle in lisico, z divjim lovom se ukvarja tudi bodoči tast Tkalec, ki ga Peter posvari, da mu ne bo gledal skozi prste. Jerica ve za očetove prekrške, a ga Petru ne izda. Kljub temu Tkalec upleni kapitalnega srnjaka, tik pred nosom lovskega najemnika. Ker z divjim lovom ne preneha, ga odžene v dolino. 
Kramberger aretira Petra, ker ga je iz zapora vrnivši se Tkalec obtožil umora Matevža Bitenca. Ugotovijo, da je Kramberger nagovoril Tkalca h krivi ovadbi, zaradi česar bo prestavljen. Ko Petra izpustijo iz zapora, povasuje pri Grmovi Špelci, ki ga je za razliko od Jerice ves čas bodrila, Jerica pa gre v samostan. Fantini ukradejo Krambergerju sabljo in uniformo, Jerca se vrne, ker ne zdrži pri nunah, na isti dan se bodo poročili Peter in Špelca ter Vecelj in Jerica. Peter pobije vse štiri orle v gnezdu. 
Obsežna povest je iz štirih delov, poimenovanih 1. leto, 2. leto, 3. leto in 4. leto, vsak del iz šestih poglavij. Trop brez zvoncev je ime za divjad in simbolizira narod brez vodnikov, orli pa simbolizirajo (tujega) vladarja.

## Izdaje
- 1939 kot vodilna povest v reviji Mladika
- 1941 knjižna izdaja
- 1973 (COBISS)
- 1988 (COBISS)
- 2004 (COBISS) (spremna beseda France Pibernik)

## Iz ocen
Oktobra izide: Trop brez zvoncev. Povest z naših planin. Lovske in pastirske zgode in nezgode. Gamsi. Lepote gorskega sveta. Planšarice. Ljubezen. Romantika Veličastvo, naših gora; skratka — knjiga, ki Vam bo v vsem ustregla. — V knjigi bodo lepe planinske slike. -- Slovenski dom 2. 9. 1941
Podaljšujemo čas za naročbo celotne zbirke
Slovenčeve knjižnice nepreklicno do 25. t. m.
Vsak, kdor naroči celotno zbirko (24 knjig), bo dobil 25. knjigo zastonj!
Na številna vprašanja onih, ki se zanimajo za Slovenčevo knjižnico, vljudno
sporočamo, da bomo prvo knjigo Slovenčeve knjižnice »Trop brez zvoncev«
ponatisnili v zadostnem številu izvodov, samo počakati bo treba nekaj časa.
»Trop brez zvoncev« v novi nakladi bo izšel v nekaj tednih. -- Slovenski dom 6. 11. 1941
»Slovenec« je s 1. oktobrom letošnjega
leta začel izdajati svojo »Slovenčevo knjižnico«. Kot prva knjiga te knjižnice je Izšla Jalenova povest »Trop brez zvoncev«.
Sicer je povest izhajala v »Mladiki«, vendar je vse kaj drugega, če povest bereš
v enem, kakor pa da moraš čakati na nadaljevanje mesec za mesecem. Tako zdaj
lahko v nedeljo popoldne sedeš h knjigi
in povem ti, da ne boš prenehala, ampak
boš podaljšala še večer in tudi morebiti
nekaj noči, da boš spremljala Jerco in
špelco, pa Petra in Venceljna po vseh
planšarskih in lovskih potih. S kakšnim
veseljem boš prebirala nepopisno lepe popise gorenjskih planin in krajev, planinskega, gozdnega in živalskega življenja!
Vsa zamaknjena boš sledila poletu planinskih orlov, pa se boš zopet skrila za grmovje, da boš opazovala življenje srnine
družine, in lov na divjega petelina. Skratka: knjiga te bo zatopila v pravi užitek
planinske prirode in te bo dvignila. Knjigo si gotovo nabavi, saj stane samo 5 Lir,
mesečno dve knjigi 10 Lir, celoletna naročnina pa 120 Lir. Kdor naroči za vse
leto skupaj, dobi 25. knjigo zastonj. Slišimo, da bo za prihodnje leto Jalen pisal
za Vigred glavno povest. Vigrednice, zbirajte nove naročnice in ostanite zveste! -- Vigred 19/11 (1941)

## Ocene in literarna zgodovina
- Severin Šali. O pisatelju. [Spremna beseda v knjižni izdaji 1941.]
- Jalenov "Trop brez zvoncev". Jutro 5. nov. 1941.
- Avgust Žavbi. Janez Jalen: Ovčar Marko. Trop brez zvoncev. DiS 55 (1943), 138-140.
- Silvester Čuk. Ognjišče 10/1 (januar 1974), 39-40.
- Marij Čuk. Galeb 35/3 (november 1988), 73.
- Martina Hočevar. Kmečka povest in Janez Jalen: Diplomska naloga. Ljubljana: FF, 1997.
- Marija Cvetek. Bohinjsko ljudsko pripovedništvo v delih Janeza Jalna. Etnolog 8 (1998), 225-248.
- Marjan Bradeško. Bralcu tudi v tragičnem vselej pokaže nekaj lepega. Delo 5. 5. 2004, 13.
- Marjan Bradeško. Planinski vestnik 109/6 (jun. 2004), 65.
- Franc Černigoj. Lovec 87/9 (sep. 2004), 496.
- Mateja Bevk. Poročna folklora v kmečkih povestih. Diplomska naloga. Ljubljana: FF, 2010.
- Klavdija Karničar. Prostor v slovenski planinski povesti. Diplomska naloga. Ljubljana: FF, 2014.